# Port lotniczy Tumlingtar
Port lotniczy Tumlingtar – krajowy port lotniczy położony w Tumlingtarze, w Nepalu.